# Podu Doamnei, Giurgiu
Podu Doamnei (în trecut, Nebuna), este un sat în comuna Clejani din județul Giurgiu, Muntenia, România. La recensământul din 2021, avea o populație de 598 de locuitori.